# Diospyros torquata
Diospyros torquata är en tvåhjärtbladig växtart som beskrevs av Joseph Marie Henry Alfred Perrier de la Bâthie. Diospyros torquata ingår i släktet Diospyros och familjen Ebenaceae. Utöver nominatformen finns också underarten D. t. torquata.